# 拉默贝格
拉默贝格是德国巴伐利亚州的一个市镇。总面积8.10平方公里，总人口1364人，其中男性676人，女性688人（2011年12月31日），人口密度168人/平方公里。